# Civilret
 Ikke at forveksle med Civilret (retssystem) og Civilretten.
 For alternative betydninger, se Civilret (flertydig). (Se også artikler, som begynder med Civilret)
Civilret, borgerlig ret eller privatret er den del af juraen, der ikke har med offentlig ret at gøre, men som beskæftiger sig med reguleringen af forholdet mellem borgerne (og juridiske personer) indbyrdes. Til de civilretlige discipliner hører således eksempelvis formueret, aftaleret, ejendomsret, immaterialret, arveret, familieret og personret.
Grænsen mellem civilret og offentlig ret er imidlertid sommetider flydende. Når en kommune eksempelvis indgår en aftale, er selve aftalen civilretlig, men grundlaget for at kommunen kan indgå aftalen er lovfæstet i den offentlige ret.
Betegnelsen civilret stammer fra det romerske udtryk "ius civile" og må ikke forveksles med retssystemet civilret, der står i modsætning til common law. Civilretlige sager behandles i Danmark af de almindelige domstole.